# Карлос Бърнард
Карлос Бърнард Папиерски (роден на 12 октомври 1962 в Еванстън, Илинойс) е американски актьор, известен с ролята си на Тони Алмейда в сериала 24.

## Биография
Баща му е поляк, а майка му – испанка. Говори перфектно испански, израснал е в Чикаго. Известен е с голямата си страст към бейзбола и по-специално към отбора на „Чикаго Къбс“, на чиито мачове редовно може да бъде видян.
Завършва Театралната академия на Сан Франциско като магистър по изкуствата и започва кариерата си на сцените на местните театри. Участва в много телевизионни сериали, преди през 2001 да се присъедини към актьорския състав на сериала „24“ в образа на Тони Алмейда, което му носи световна слава.
През 1999 г. се жени за актрисата Шарийз Бейкър, от която има дъщеричка Натали, родена през август 2003 г.